# Fabianki (gemeente)
De gemeente Fabianki is een landgemeente in het Poolse woiwodschap Koejavië-Pommeren, in powiat Włocławski.
De gemeente bestaat uit 16 administratieve plaatsen solectwo: Bogucin, Chełmica Duża, Chełmica Mała, Chełmica-Cukrownia, Cyprianka, Fabianki, Krępiny, Kulin, Lisek, Nasiegniewo, Skórzno, Szpetal Górny, Świątkowizna, Wilczeniec Fabiański, Witoszyn Nowy, Witoszyn Stary
De zetel van de gemeente is in Fabianki.
Op 30 juni 2004 telde de gemeente 8469 inwoners.

## Oppervlakte gegevens
In 2002 bedroeg de totale oppervlakte van gemeente Fabianki 76,1 km², waarvan:
- agrarisch gebied: 69%
- bossen: 21%

De gemeente beslaat 5,17% van de totale oppervlakte van de powiat.

## Demografie
Stand op 30 juni 2004:
| Omschrijving                   | Totaal | Totaal | Vrouwen | Vrouwen | Mannen | Mannen |
| ------------------------------ | ------ | ------ | ------- | ------- | ------ | ------ |
| eenheid                        | aantal | %      | aantal  | %       | aantal | %      |
| inwoners                       | 8469   | 100    | 4267    | 50,4    | 4202   | 49,6   |
| bevolkingsdichtheid (inw./km²) | 111,3  | 111,3  | 56,1    | 56,1    | 55,2   | 55,2   |

In 2002 bedroeg het gemiddelde inkomen per inwoner 1272,97 zł.

## Aangrenzende gemeenten
Bobrowniki, Dobrzyń nad Wisłą, Lipno, Wielgie, Włocławek